# Vorderseespitze
Vorderseespitze är en bergstopp i Österrike.   Den ligger i distriktet Landeck och förbundslandet Tyrolen, i den västra delen av landet, 500 km väster om huvudstaden Wien. Toppen på Vorderseespitze är 2 772 meter över havet.
Terrängen runt Vorderseespitze är huvudsakligen bergig, men den allra närmaste omgivningen är kuperad. Närmaste större samhälle är Landeck, 15,8 km öster om Vorderseespitze. 
Trakten runt Vorderseespitze består i huvudsak av gräsmarker. Runt Vorderseespitze är det ganska glesbefolkat, med 27 invånare per kvadratkilometer.